# Chlorocarpa pentaschista
Chlorocarpa es un género monotípico de plantas fanerógamas con una especie de arbustos perteneciente a la familia de las achariáceas. Su única especie: Chlorocarpa pentaschista, es originaria del sudeste de Asia donde se distribuye por Tailandia. 

## Taxonomía
Chlorocarpa pentaschista  fue descrita por Arthur Hugh Garfit Alston  y publicado en A Hand-book to the Flora of Ceylon 6(Suppl.): 15. 1931.